# Chris Stewart
Christopher "Chris" Stewart, född 27 mars 1951 i Horsham i West Sussex, är en brittisk författare och musiker.
Stewart var den progressiva rockgruppen Genesis ursprungliga trummis. Han medverkade på bandets två första singlar men hoppade av 1968. Han lämnade senare England och köpte en gammal andalusisk finca i Alpujarras norr om Motril, Spanien. Han har beskrivit sin etablering och de första åren i boken Driving over Lemons, utgiven 1999. Denna har fått två uppföljare i A Parrot in the Pepper Tree och The Almond Blossom Appreciation Society.